# Santa Sofia
 For alternative betydninger, se Santa Sofia (flertydig). (Se også artikler, som begynder med Santa Sofia)
Santa Sofia er en by i Emilia-Romagna, Italien med 4.030 (2023) indbyggere.